# Mimi Pollak
Maria Helena Pollak (født 9. april 1903 i Karlstad, død 11. august 1999 i Stockholm) var en svensk skuespillerinde og instruktør.

## Liv og karriere
Pollaks forældre kom fra Østrig og var jødekristne. Hendes far var ingeniør og hendes mor var pianist.
Pollak gik på Dramatens elevskola fra 1922 til 1924 og var klassekammerat med Greta Garbo og Alf Sjöberg. Hun arbejdede derefter mest på Helsingborgs stadsteater, før hun i 1942 vendte tilbage til Dramaten. Med Jean Genets Stuepigerne blev Pollak teatrets første kvindelige instruktør i 1948. Hun var hovedsageligt aktiv som instruktør fra 1940'erne til 1970'erne. Pollak instruerede omkring 60 skuespil og spillede også selv omkring 30 roller på film og tv.

## Privatliv
Pollak var fra 1927 til 1938 gift med skuespilleren Nils Lundell (1889-1943), med hvem hun fik en søn. Hun ligger begravet på Lidingö Kyrkogård i Stockholms län.

## Udvalgt filmografi
Skuespiller
- Amatörfilmen (1922)
- Kærlighedens magt (1938)
- Svigermor ta'r affære (1940)
- Med dig i mine arme (1940)
- Gentleman til leje (1940)
- Tykke Thor som spøgelse (1941)
- Flammer i mørket (1942, ukrediteret)
- Familien Larsson (1942, ukrediteret)
- Det sjette bud (1947)
- Gaden (1949)
- Hvor er min kone? (1949)
- Kun en mor (1949)
- Sommerleg (1951)
- Kjolen (1964)
- Emil fra Lønneberg (1971)
- Høstsonaten (1978)
- Kristoffers hus (1979)
- Den umulige drøm (1982)
- Min elskede - Amorosa (1986)
- Gösta Berlings saga (tv-serie, 1986)
- Kronvidnet (1989)
- Kitte Kry (kortfilm, 1989)
- Agnes Cecilia (1991)

Instruktør
- Mamma gör revolution (kortfilm, 1950)
- Malin går hem (1953)
- Rätten att älska (1956)